# Klient–server
Klient–server är en IT-arkitektur (eller ett designmönster) som kännetecknas av att olika programvarukomponenter kommunicerar via ett tydligt gränssnitt (eller kommunikationsprotokoll) där den ena komponenten uttryckligen begär tjänster av den andra.
Klientserverlösningar är speciellt vanliga då program skall kommunicera över datornätverk, men används även för att hålla virus borta då detta är ett säkrare alternativ.

## Exempel på klient–server-system
- World Wide Web: Webbservern är server, webbläsaren klient.
- X Window System: Grafikskärmen är server, användarens program klient.
- E-post: Internetleverantörens e-postserver är server, e-postprogrammet klient.